# ジャプカ
ジャプカ（Żabka Polska sp. z o.o.）は、ポーランドに展開しているコンビニエンスストアである。

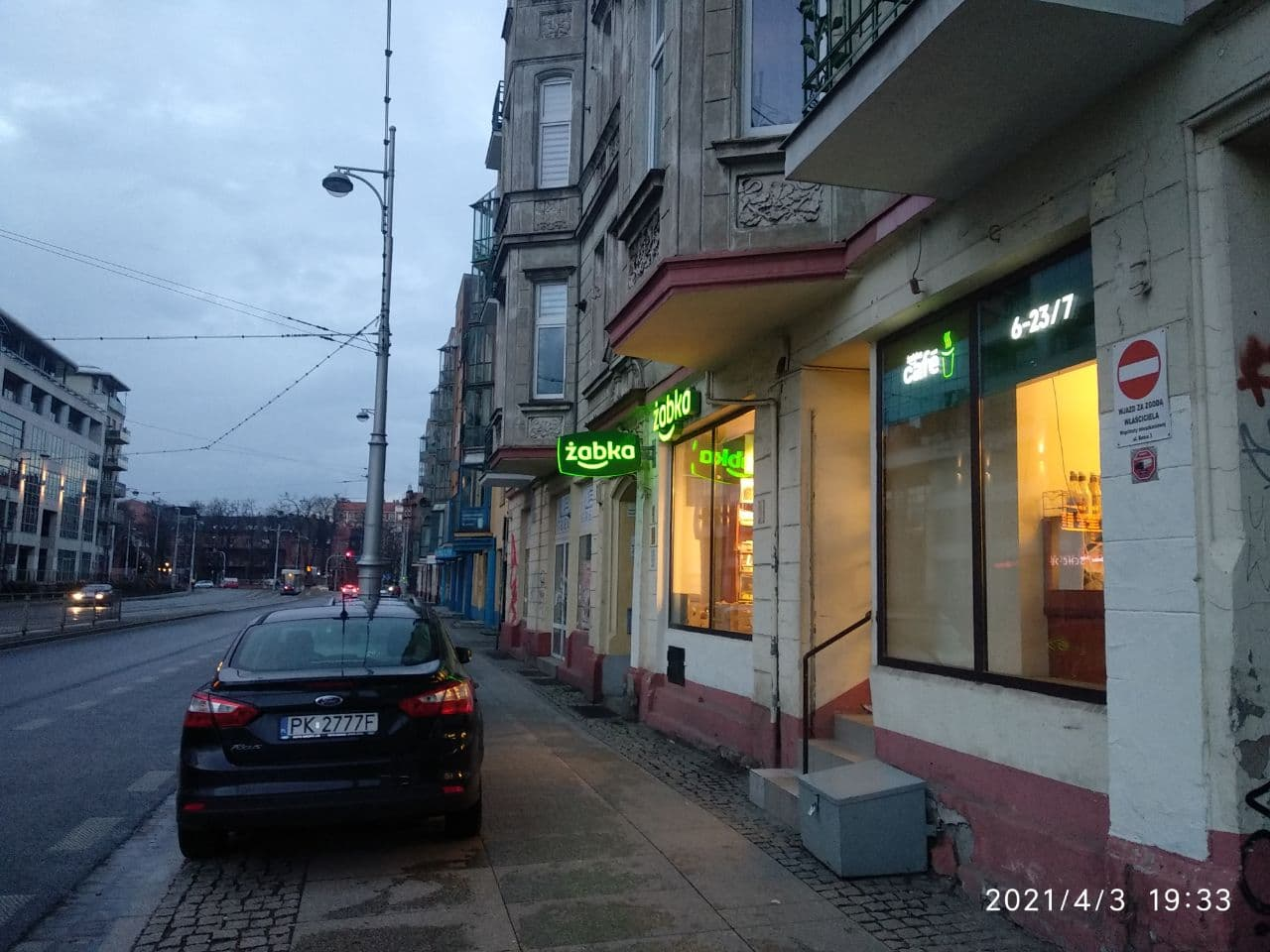

## 概要
ポーランドにおけるコンビニエンスストア・チェーン最大手。2011年時点で、「Żabka（ジャプカ）」ブランドでおよそ2,400店舗、2009年に新たに立ち上げた「Fresh market（フレッシュマーケット）」ブランドで55店舗を展開しており、今後も新規出店していく方針。売上高は2010年度でおよそ25億3,500万ズウォティ。
基本的に朝6時から夜23時までの営業であり、24時間営業は行っていない。
「Żabka（ジャプカ）」とはポーランド語で「小さなカエル」を意味し、店のロゴも黄色の背景に緑色のカエルが描かれたものとなっている。

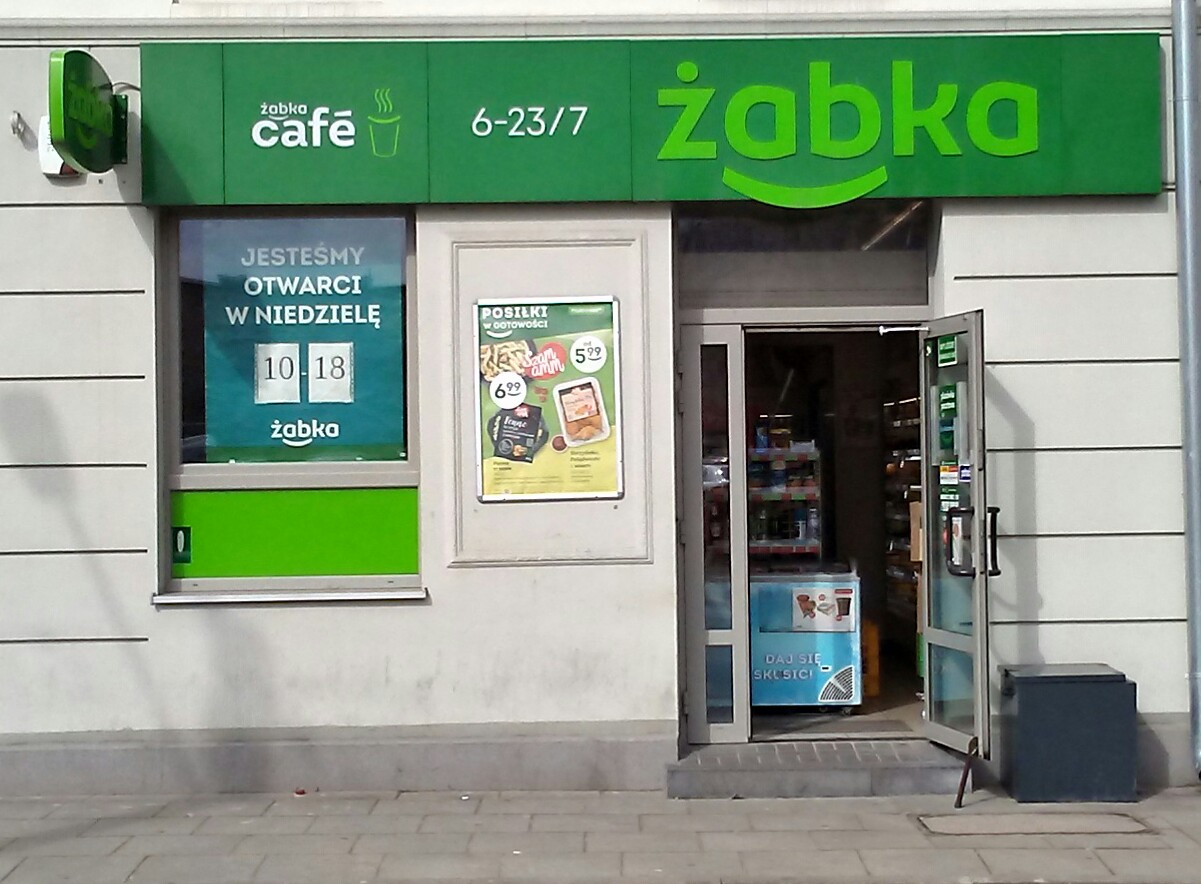
ポズナンにある店舗

## 沿革
- 1998年：9月、卸売チェーンの「Eurocash」、スーパーマーケットチェーンの「ビェドロンカ」の設立者でもあるマリウシュ・シフィタルスキにより設立。実験店舗としてポズナンに7店を出店。
- 1999年：翌年にかけて、ポーランド全国に400店舗を展開し規模を拡大。
- 2007年：5月、チェコの投資会社「Penta Investments」に株式を100％売却。
- 2007年：全店舗にカード決済用端末を導入。
- 2008年：5月30日、同じくPenta Investmentsが株式を100％保有する「アヌラ」と合併。
- 2008年：チェコのプラハに国外1号店出店。以降も出店を増やしていく。
- 2008年：12月、出店数2,000店舗到達。
- 2009年：3月、惣菜やホットフードなども提供する新規ブランド店舗「フレッシュマーケット」展開開始[3]。
- 2009年：ポーランドのコンビニでは初となるプライベートブランド商品の開発、販売開始。
- 2010年：12月、チェコに展開していた全81店舗をイギリスのスーパーマーケットチェーン、TESCOに売却。
- 2011年：2月、Penta Investmentsが投資会社「Mid Europa Partners」にジャプカの株式を100％売却することで合意。